# Marian Cruger Coffin

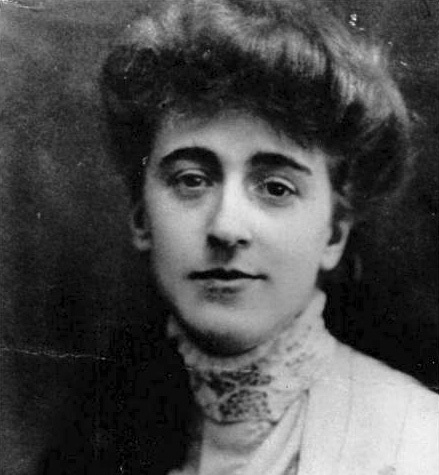
Marian Cruger Coffin, 1904

Marian Cruger Coffin (* 16. September 1876 in Scarborough, New York; † 2. Februar 1957 in New Haven, Connecticut) war eine US-amerikanische Landschaftsarchitektin, die zahlreiche Gärten für die Villen der US-amerikanischen Ostküstenelite plante. Als Kind erhielt sie so gut wie keine formale Bildung. Sie wurde aber zu Hause im Hinterland von New York bei ihren Verwandten mütterlicherseits unterrichtet. Coffin war entschlossen, trotz der sozialen Probleme, die dies für eine Frau ihrer Klasse mit sich bringen würde, eine Karriere einzuschlagen, und schrieb sich am Massachusetts Institute of Technology ein, wo sie 1901–1904 als eine von nur vier Frauen Architektur und Landschaftsarchitektur studierte.
Nach dem Studium war Coffin konnte bei den etablierten Architekturbüros keine Anstellung finden, da Diskriminierung von Frauen in der Arbeitswelt allgemein und Vorurteile gegenüber Frauen im männlich dominierten Bereich der Architektur weit verbreitet waren. Sie gründete 1905 ihr eigenes Büro in New York City und entwarf zunächst Vorstadtgärten auf Long Island. Sie war damit eine der ersten amerikanischen Frauen, die als professionelle Landschaftsarchitektin arbeitete. Ihre zunehmende Bekanntheit führte zu größeren Aufträgen von wohlhabenden und mächtigen Familien an der Ostküste. In den 1920er Jahren war sie eine der begehrtesten Landschaftsarchitektinnen im Osten der Vereinigten Staaten. Zu Coffins Klientel gehörten einige der wohlhabendsten und berühmtesten Familien des Landes, darunter die Nachkommen von Henry Clay Frick, die Familie Vanderbilt und die Nachkommen von Pierre Samuel du Pont de Nemours.
Obwohl die Zahl ihrer Aufträge nach dem Ausbruch der Weltwirtschaftskrise und danach stark zurückging, arbeitete sie fast bis zu ihrem Tod 1957 im Alter von 80 Jahren weiter. Während ihrer Karriere arbeitete sie an über 130 Aufträgen, darunter Dutzende von großen Gutsgärten. Zu ihren bemerkenswertesten Schöpfungen gehören die Gärten von Gibraltar in Wilmington, Delaware, der Campusplan der University of Delaware, die Gärten des Caumsett Estate (heute Caumsett State Historic Park Preserve) und die Gärten des Winterthur Museum and Country Estate in Winterthur, Delaware.

## Frühes Leben

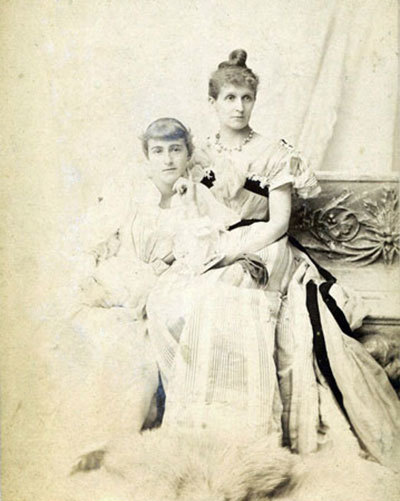
Coffin mit ihrer Mutter Alice

Coffin wurde in eine wohlhabende Familie der Oberschicht in Scarborough geboren, wuchs aber aufgrund des Todes ihres Vaters, Julian Ravenel Coffin, als sie sieben Jahre alt war, fast mittellos auf. Während ihrer Kindheit lebten Coffin und ihre Mutter Alice (geborene Church) bei Verwandten in Geneva, New York. Die wunderschöne Landschaft der Gegend mit den Finger Lakes im Norden des Bundesstaats New York, war für sie eine Inspiration; sie schrieb später: “even as a small girl, I loved the country, not so much gardens and growing things, for I had no experience with these … but simply the great outdoor world.”
Obwohl die Coffins nur über wenig Geld verfügten, bescherte ihr Leben mit Alices Verwandten aus der Oberschicht Marian eine fast aristokratische Erziehung, die sie in die High Society der Ostküste einführte und es ihr ermöglichte, soziale Kontakte zu knüpfen, die im späteren Leben äußerst wertvoll sein sollten. Sie erhielt jedoch so gut wie keine formale Bildung, ein Mangel, der ihr in ihren College-Jahren erhebliche Probleme bereitete. Stattdessen wurde sie zu Hause unterrichtet, wo sie auch mit bildender Kunst und Musik vertraut wurde sowie eine versierte Reiterin wurde.
Als relativ verarmtes Mitglied der Oberschicht hatte Coffin kein unabhängiges Einkommen und stand vor der Wahl, entweder einen reichen Ehemann zu finden oder eine berufliche Laufbahn einzuschlagen. Sie entschied sich für Letzteres, obwohl – wie von Martha Brookes Hutcheson, einer anderen frühen Landschaftsarchitektin, bemerkt – “it was considered almost social suicide and distinctly matrimonial suicide, for a woman to enter any profession.” Sie spielte mit dem Gedanken, eine Laufbahn als Künstlerin zu verfolgen, erkannte aber die Schwierigkeiten, mit denen sie konfrontiert war, wie sie später schrieb:

“I secretly cherished the idea of being a great artist … but that dream seemed in no way possible of realization … [Although] my desire to create beauty was strong, I did not seem to possess talent for music, writing, painting or sculpture, at the time, the only outlet a woman had to express any artistic ability … My artistic yearnings lay fallow until I realized it was necessary to earn my living.”

## Studium
Eine befreundete Architektin schlug vor, dass sie vielleicht „Landschaftsgärtnerei“ (der damals für die Landschaftsarchitektur verwendete Begriff) ausprobieren solle, ein Gebiet, auf dem Beatrix Jones Farrand in den 1890er Jahren zu einer Pionierin geworden war. Coffin könnte auch von ihrem Onkel Benjamin Church beeinflusst worden sein, der unter Frederick Law Olmsted an der Schaffung des Central Parks in New York City gearbeitet hatte. Nur wenige Bildungseinrichtungen ließen zu der Zeit Frauen in männlich dominierten Bereichen wie Architektur oder Gartenbau zum Studium zu. Eine der Ausnahmen war das Massachusetts Institute of Technology (MIT), das 1870, nur neun Jahre nach ihrer Gründung, mit der Zulassung von Frauen begonnen hatte. Coffin bewarb sich dort, wurde aber zunächst abgelehnt, da sie aufgrund ihrer fehlenden formalen Ausbildung die Zulassungsvoraussetzungen nicht erfüllte. Einige der wichtigsten Fakultätsmitglieder waren ihr jedoch wohlgesonnen und ermutigten sie zum Durchhalten. Sie unternahm intensive Nachhilfe in Mathematik und schrieb sich 1901 am MIT als Spezialstudentin ein, eine von vier Frauen, die im Architekturkurs eingeschrieben waren, und eine von zweien, die Landschaftsarchitektur studierten. Die vier Frauen des Kurses waren die einzigen weiblichen Mitglieder einer 500-köpfigen Studentenschaft.

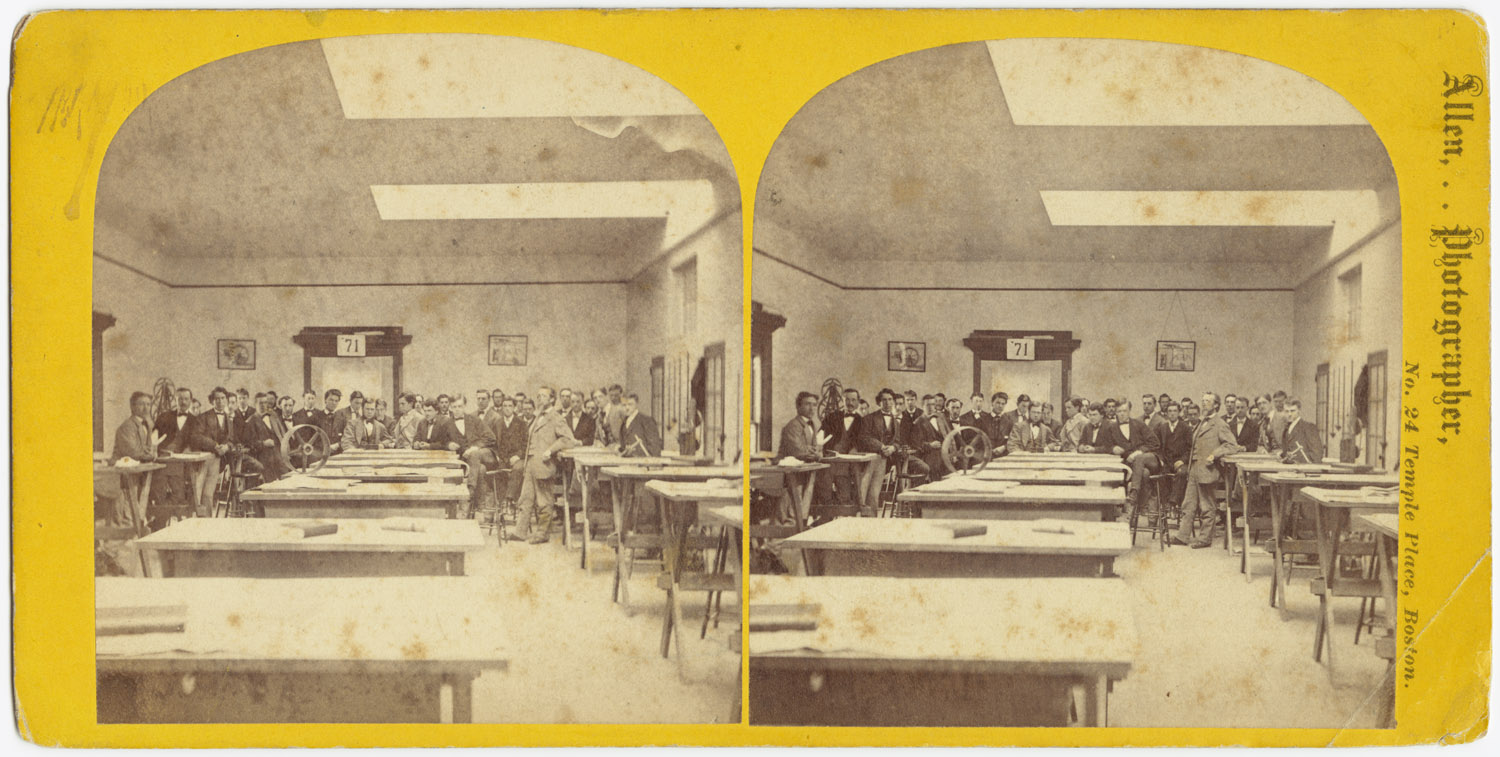
Zeichensaal am MIT, an dem Coffin 1901–04 studierte (Stereoskopie)

Coffin belegte das gesamte Spektrum an Architekturkursen, einschließlich des Studiums von Ingenieurwesen, Physik, Mathematik, mechanischem Zeichnen und Freihandzeichnen zusätzlich zum Architektur- und Landschaftsdesign. Außerdem studierte sie Botanik und Gartenbau bei Charles Sprague Sargent am Arnold-Arboretum. Einer ihrer prägenden Lehrer am MIT war Guy Lowell, der Direktor des dortigen Landschaftsgestaltungsprogramms, der sich für die klassischen Werte Gleichgewicht, Ordnung, Proportionen und Harmonie einsetzte, wie sie an der französischen École des Beaux-Arts gelehrt wurden. Lowell war vor allem durch sein 1902 veröffentlichtes Buch American Gardens bekannt, das viele Landschaftsarchitekten dazu beeinflusste, seine Prinzipien zu übernehmen und symmetrische, axiale Gärten zu entwerfen, die architektonische Merkmale mit klassischen Gartenornamenten mit Vegetation kombinierten, in der Tradition italienischer Villen.
Ebenfalls großen Einfluss auf Coffin hatte Charles Platt, der ebenfalls der italienischen Tradition folgte, Haus und Garten als komplementäre Einheiten zu behandeln, die zusammen eine übergreifende Abfolge von „Räumen“ innen und außen bilden. Sein 1894 erschienenes Buch Italian Gardens hatte großen Einfluss auf Coffins eigene Entwürfe, und Elemente seiner Arbeit lassen sich in Gärten wiedererkennen, die von ihr ausgeführt wurden, wie zum Beispiel die Gibraltar Gardens in Wilmington, Delaware. Während ihres Studiums verbrachte sie einen Sommer im Ausland und studierte Landschaftsgestaltung in Frankreich und Italien. Außerdem unternahm sie Studienexkursionen zu Gütern in der Gegend von Boston, darunter einige von Platt. Sie zeichnete sich besonders in der Botanik aus und freundete sich mit einem Kommilitonen, Henry Francis du Pont aus der gleichnamigen Unternehmerfamilie an, mit dem sie später bei der Gestaltung der Gärten des Winterthur Museum and Country Estate in Winterthur, Delaware, zusammenarbeitete.
Coffins College-Jahre waren dennoch in ihrer Erinnerung eine „lange Plackerei“, mit einer scheinbar unerbittlichen „langen und harten Arbeitsroutine“, die nur durch ihre Sommerreisen unterbrochen wurde. Sie und die anderen drei Frauen im Studiengang befanden sich in einem freundschaftlichen Wettbewerb mit den männlichen Studenten:

“[This competition] put us on our mettle to prove that we, too, were serious students and competitors. This association with many types of boys and men I found very helpful as we had a fine spirit of camaraderies in the drafting room and many a helping hand was given me at a critical moment, though one had to steel oneself to hear many a severe criticism, which was perhaps even more valuable.”

## Erste Berufsjahre

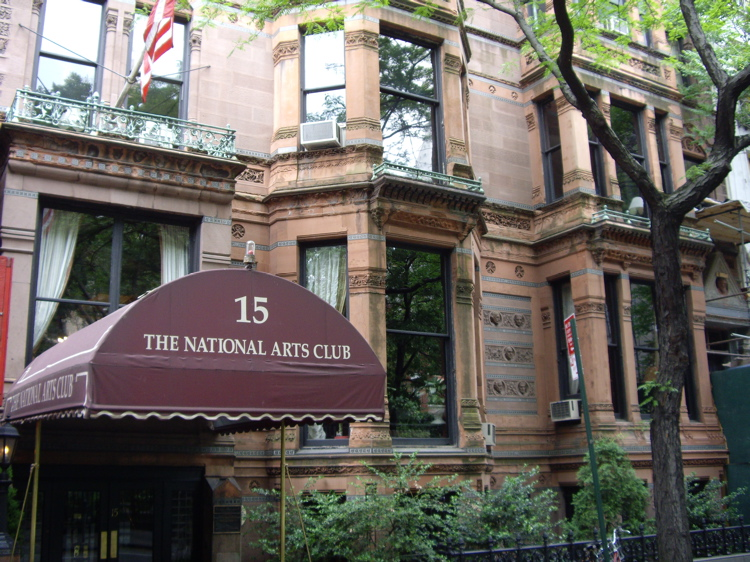
National Arts Club in New York City, wo Coffin zusammen mit ihrer Mutter 1905–27 lebte

1904 machte Coffins ihren Abschluss und reiste mit ihrer Mutter nach Europa, besuchte bekannte Gärten und wohnte bei Familie und Freunden. Unterwegs traf sie unter anderem Edith Wharton, Henry James und Gertrude Jekyll. Jekyll, eine einflussreiche britische Gartenbauerin und -designerin, hatte großen Einfluss auf Coffins spätere Arbeit. Nach ihrer Rückkehr nach Amerika stellte Coffin fest, dass die stark männlich dominierten Architekturbüros nicht gewillt waren, eine Frau einzustellen. Sie schrieb dazu später:

“One expected the world to welcome newly fledged landscape artists, but alas, few people seemed to know what it was all about … while the idea of taking a woman into an office was unheard of. ‘My dear young lady, what will you do about supervising the work on the ground? [meaning the laborers].’ [It] became such a constant and discouraging query that the only thing seemed to be for me to hang out my own shingle and see what I would do about it.”

Sie zog mit ihrer Mutter nach New York City und sie bezogen eine Wohnung im National Arts Club in Gramercy Park, in Manhattan. Um 1905 richtete Coffin ihr eigenes Büro im National Arts Club ein und begann, Aufträge anzunehmen, wobei sie ihre familiären Verbindungen nutzte, um Arbeit zu finden. Der Zeitpunkt war günstig; es war der Höhepunkt der sogenannten „Country-Place-Ära“, in der wohlhabende Amerikaner an der Ostküste darauf erpicht waren, kunstvolle Gärten im europäischen Stil für ihre Anwesen zu erbauen. Coffin war in solchen Kreisen gut vernetzt, weit gereist, stammte aus einer guten Familie, war professionell ausgebildet und für ihren guten Geschmack bekannt. Sie trat als drittes weibliches Mitglied der American Society of Landscape Architects bei.
Coffins erste Aufträge waren die Gestaltung kleiner Blumengärten wie der Vorstadtgarten, den sie 1906 für Edward Sprague in Flushing, Queens entwarf. Der für seinen originellen Entwurf bekannte Garten befand sich auf einem kleinen Grundstück ca. 400 Quadratmeter großen Grundstück, typisch für die neuen vorstädtischen Siedlungen, die zu dieser Zeit auf Long Island gebaut wurden. Einige Jahre später schrieb sie über den Garten von Sprague in Country Life in America und Elsa Rehmann diskutierte ihn auch in ihrem 1918 erschienenen Buch The Small Place: Its Landscape Architecture. Coffin argumentierte, dass auch ein „mäßig wohlhabender“ Hausbesitzer mit bescheidenem Aufwand, vergleichbar mit dem eines Mittelklassewagens, einen durchaus bedeutenden Garten anlegen und pflegen könne. Sie warb für die Idee, dass selbst das charakterloseste Grundstück durch gutes Design verschönert werden könne:

“We certainly cannot create a magnificent view, but we can plan and plant beautiful screens and backgrounds that will be interesting at all seasons of the year. We may not easily be able to construct a picturesque diversity at ground level, but we can plant so as to have much height and variety in our flower and shrub groups.”

Mit steigender Bekanntheit bekam Coffin die Möglichkeit ihre Design-Prinzipien in größerem Maßstab zu verwirklichen. Ihre Unternehmen wuchs soweit, dass sie 1911 einen Mitarbeiter einstellen konnte und 1918 bezog sie ein größeres Büro in der Lexington Avenue. Sie beteiligte dann den Architekten James Scheiner als Partner. Er wurde zu einem wichtigen Teil im Geschäft von Coffin und arbeitete in den Großprojekten in der Überwachung der Arbeit vor Ort. Dies wiederum eröffnete ihr neue Möglichkeiten, neue, größere Aufträge zu übernehmen. Coffin bestand darauf, das gleiche Honorar wie ein männlicher Architekt zu erhalten und bei Verträgen gleich behandelt zu werden; dies war an sich schon ein Novum, zu einer Zeit, als Frauen in der Regel schlechter bezahlt wurden als Männer. Sie stellte auch gerne Frauen ein, um mit ihr an Aufträgen zu arbeiten, um ihnen die Möglichkeit zu geben, eine Lehre zu absolvieren, die ihr männliche Vorurteile zu Beginn ihrer Karriere verwehrt hatten.

## Weltkrieg bis Weltwirtschaftskrise

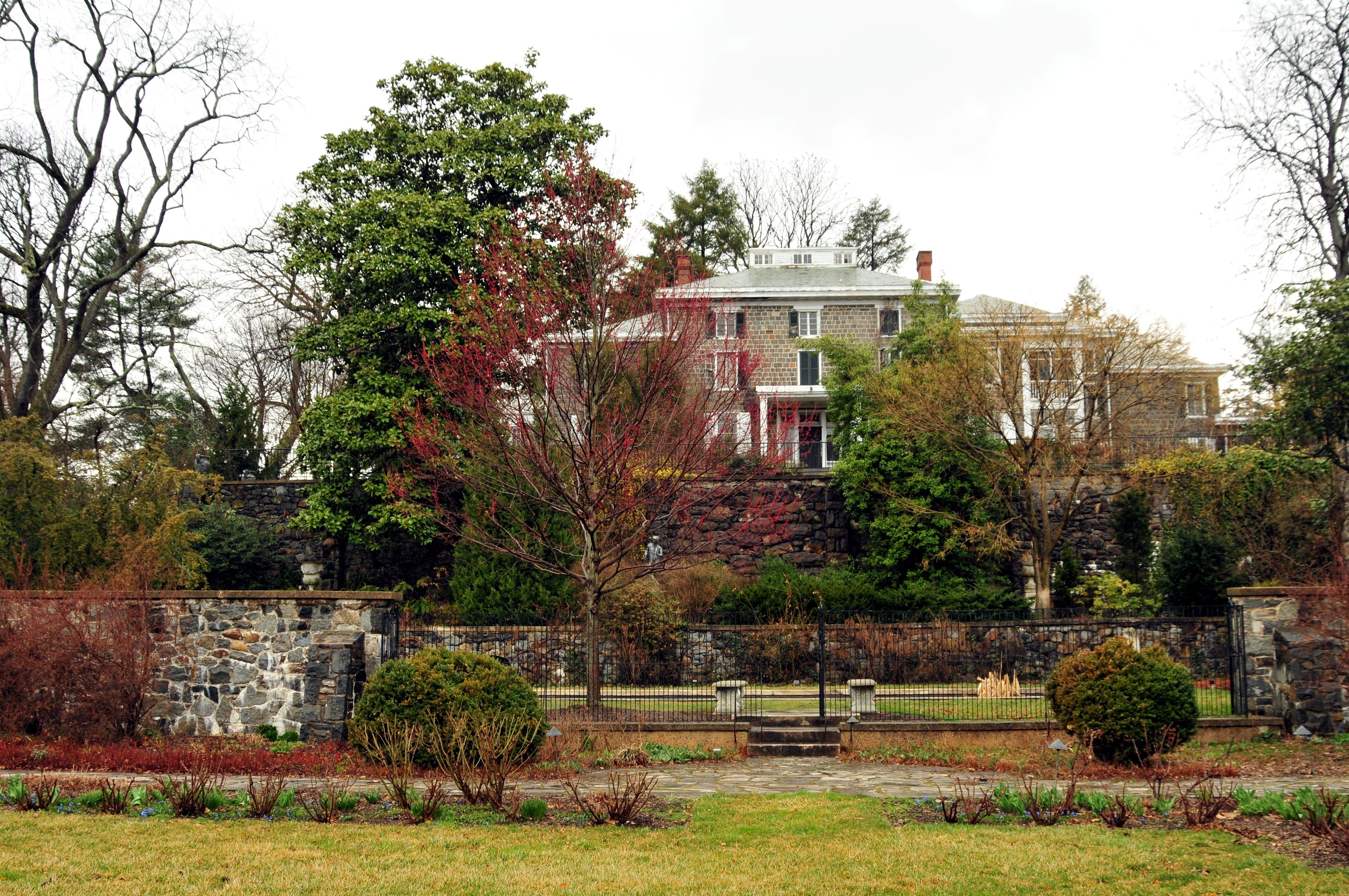
Gibraltar in Wilmington, Delaware, Design durch Coffin 1916–23

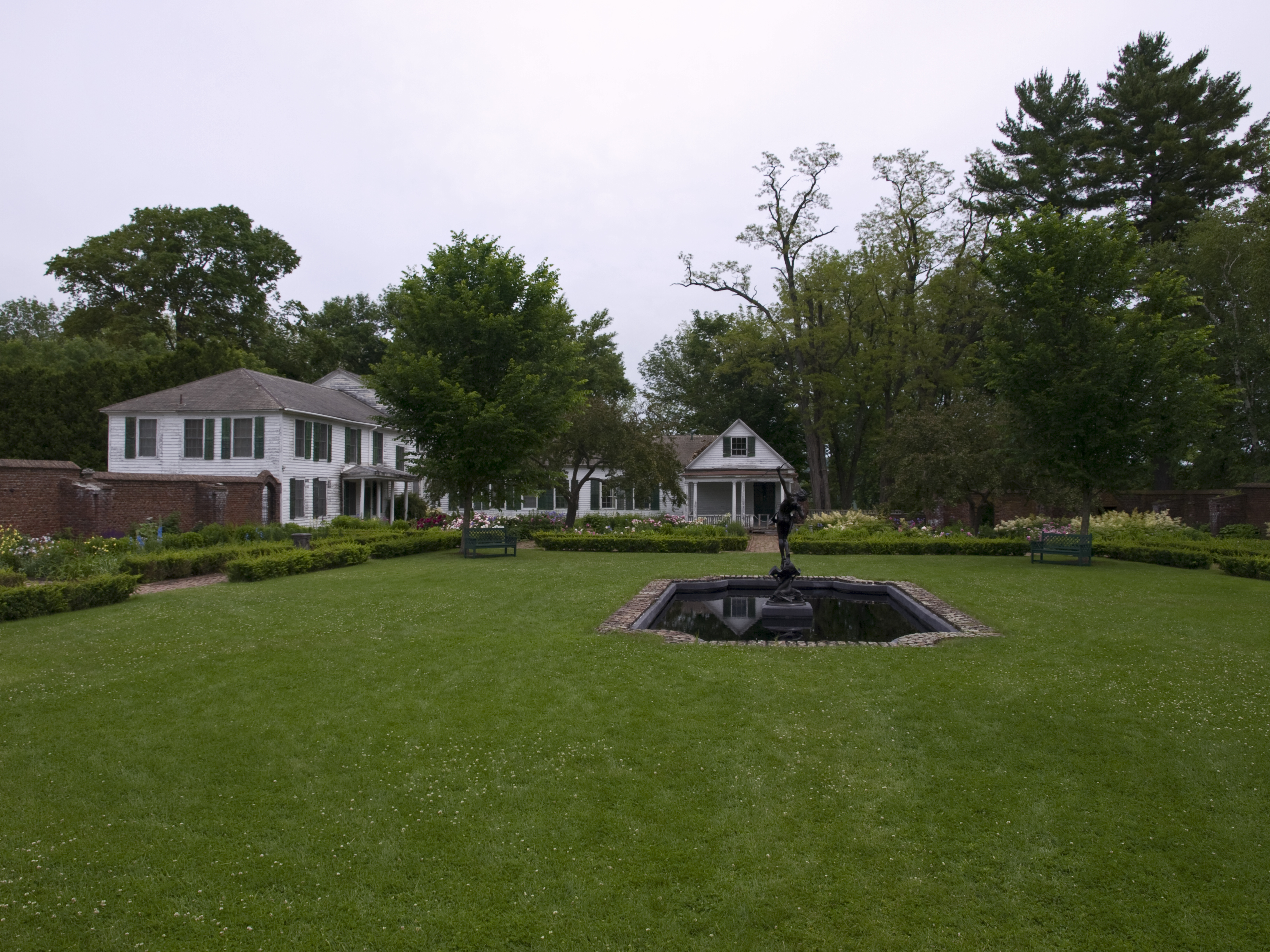
King’s Gardens bei Fort Ticonderoga, Design 1921

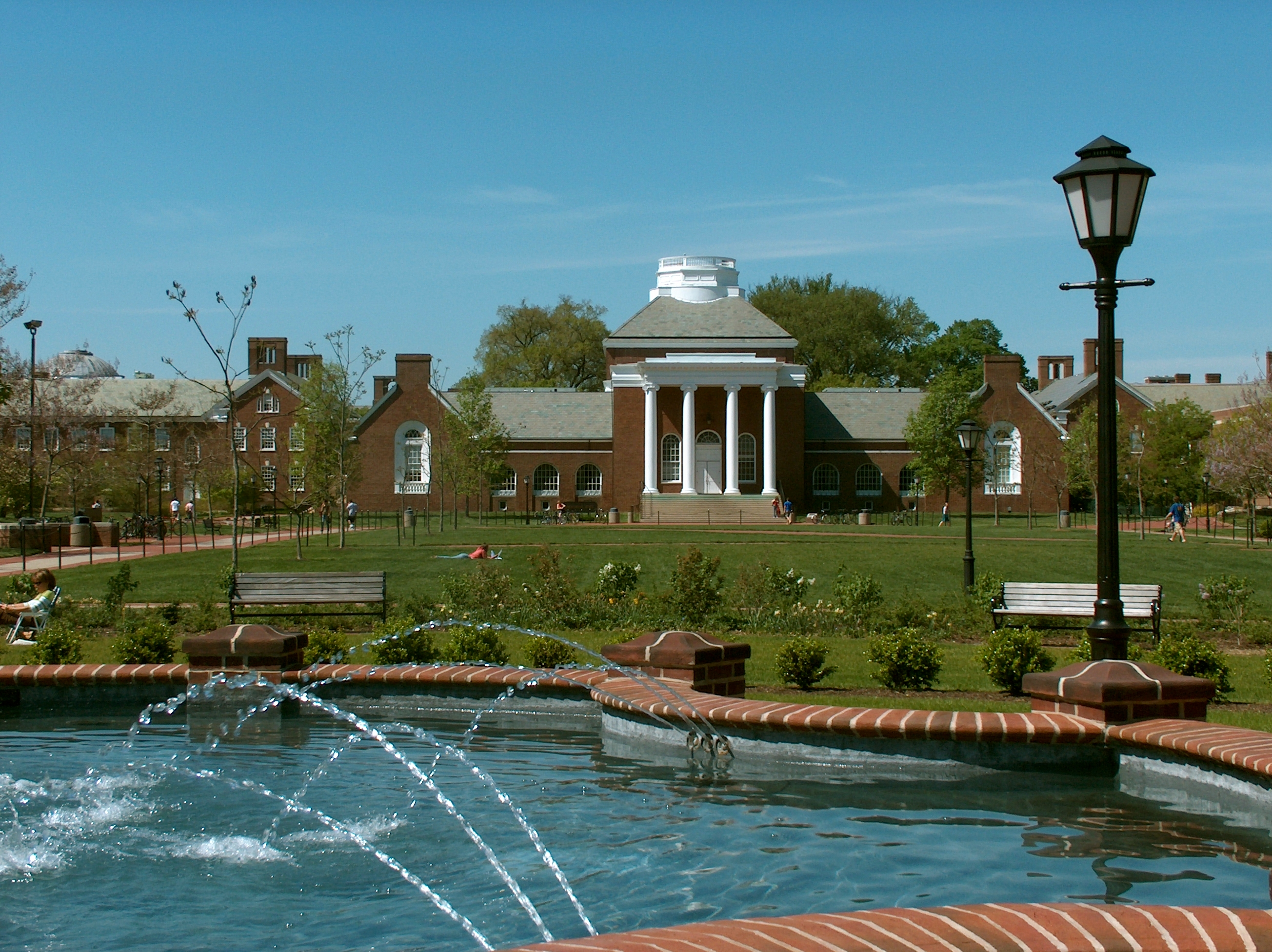
Brunnen im Magnolia Circle, University of Delaware

Zu Coffins bedeutenden Aufträgen in dieser Zeit gehörte der Entwurf eines Gartens für William Marshall Bullitts Anwesen in Oxmoor in Glenview, Kentucky im Jahr 1909, wahrscheinlich aufgrund einer Empfehlung von Henry du Pont. Der Bullitt-Auftrag führte 1911 zu zwei ähnlichen Aufträgen in der Nähe. In den Jahren 1910–11 entwarv sie zudem Gärten für Alfred Boardman in den Hamptons, und für ihre Freundin Elizabeth E. Farnum in Norfolk, Connecticut. Ein Verwandter der du Ponts, Hugh Rodney Sharp, vergab an sie 1916 eine ihrer bekanntesten Arbeiten, die Gestaltung des Gardens des Gibraltar Anwesens in Wilmington, Delaware. Sie entwarf im italienischen Beaux-Arts-Stil als eine Reihe von „Räumen“ parallel zur Flucht des Gebäudes. Er hat einen stark geometrischen Grundriss und ist üppig bepflanzt in einem Stil, der an einen informellen englischen Garten erinnert. Zahlreiche architektonische und dekorative Elemente wie Brunnen, Statuen, Urnen und handgeschmiedete Eisentore bieten zusätzliche Ausschmückungen.
Coffins Versuche, im Mittleren Westen geschäftlich Fuß zu fassen, wurden durch die gut etablierte Präsenz mehrerer namhafter Landschaftsarchitekten in Chicago vereitelt, aber trotz dieses Misserfolgs fehlten ihr nicht die Aufträge. Ihr Erfolg wurde dadurch gewürdigt, dass sie 1918 zum Fellow der American Society of Landscape Architects gewählt wurde, und in den 1920er Jahren war sie eine der begehrtesten Landschaftsarchitektinnen der Ostküste. Ihre Arbeiten wurden auf Coffins eigene Initiative hin in populären Magazinen und Fachzeitschriften veröffentlicht. Sie versuchte, die wohlhabenden und mächtigen Frauen zu erreichen, die einen wichtigen Teil der Leserschaft von Publikationen wie dem „Bulletin“ des Garden Club of America ausmachten. Coffin beauftragte einige der führenden Landschaftsfotografen Amerikas, ihre Werke zu fotografieren, und förderte ihre Arbeit durch Diavorträge. Ihr systematisches Marketing war sehr erfolgreich und führte zu einem stetigen Strom von Aufträgen.
Die meisten ihrer Aufträge wurden in den etwa 12 Jahren zwischen dem Ende des Ersten Weltkriegs und dem Beginn der Weltwirtschaftskrise ausgeführt. Sie übernahm mehrere große Projekte, darunter 1919 auf Empfehlung von Sharp, der den Vorsitz des Buildings and Grounds Committee des College führte, die Gestaltung des Campus der University of Delaware. Von 1918 bis 1952 war Coffin offiziell Landschaftsarchitektin der University of Delaware. Diese Position erforderte, dass Coffin die beiden getrennten Campusse der Universität (das ehemalige Delaware College im Norden und das Delaware Women’s College im Süden) zu einem zusammenhängenden Entwurf vereinigte. Dies war eine Herausforderung, da die beiden Campusse jeweils in einer geraden Mall angelegt war, die aber nicht aufeinander ausgerichtet waren. Coffin löste dieses Problem, indem sie sie über einen Kreis miteinander verband, anstatt die geraden Wege zu krümmen (die Universitätsbibliothek steht heute vor diesem Magnolia Circle genannten Kreis), was die Verschiebung für die Fußgänger unmerklich machte.
Weitere wichtige Projekte waren Gärten für das Landgut Bayberryland in Shinnecock Hills auf Long Island, das als Hillwood bekannte Landgut von Marjorie Merriweather Post im nahe gelegenen Brookville, das heutzutage Teil des Long Island University Post Campus ist, und das große Caumsett Estate, heute Caumsett State Historic Park im Auftrag von Marshall Field III. Zwei Projekte in den späten 1920er Jahren, für Edgar W. Bassick in Bridgeport, Connecticut, und Joseph Morgan Wing in Millbrook, New York, brachten ihr die Verleihung einer Gold Medal of Honor der Architectural League of New York im Jahr 1930 ein.
1926 erkrankte Coffin an einer schweren Hüftwegsinfektion, die sie zwang, einen Großteil ihrer körperlichen Aktivitäten einzuschränken und einen längeren Krankenhausaufenthalt erforderlich machte. Sie zog in ein neu erworbenes Haus in New Haven, Connecticut, obwohl sie weiterhin ihr Büro in New York behielt und täglich dorthin pendelte. Coffin empfing oft Gäste in New Haven (und rekrutierte mehrere angesehene Persönlichkeiten aus Connecticut als neue Kunden), veranstaltete Tee- und Cocktailpartys, Musikveranstaltungen und Büffet-Abendessen. Der Garten, den sie selbst angelegt hatte, wurde in den Sommermonaten zum Schauplatz von Gartenpartys. Sie bevorzugte die Gesellschaft von jungen Architekten, Künstlern, Musikern und Schriftstellern, auch wenn sie sehr schroff sein konnte, wenn ihr jemand missfiel; bei einer Gelegenheit brüskierte sie Hilaire Belloc, als er sie fragte, welches seiner Bücher sie gelesen hatte.

## Spätere Jahre bis zum Tod

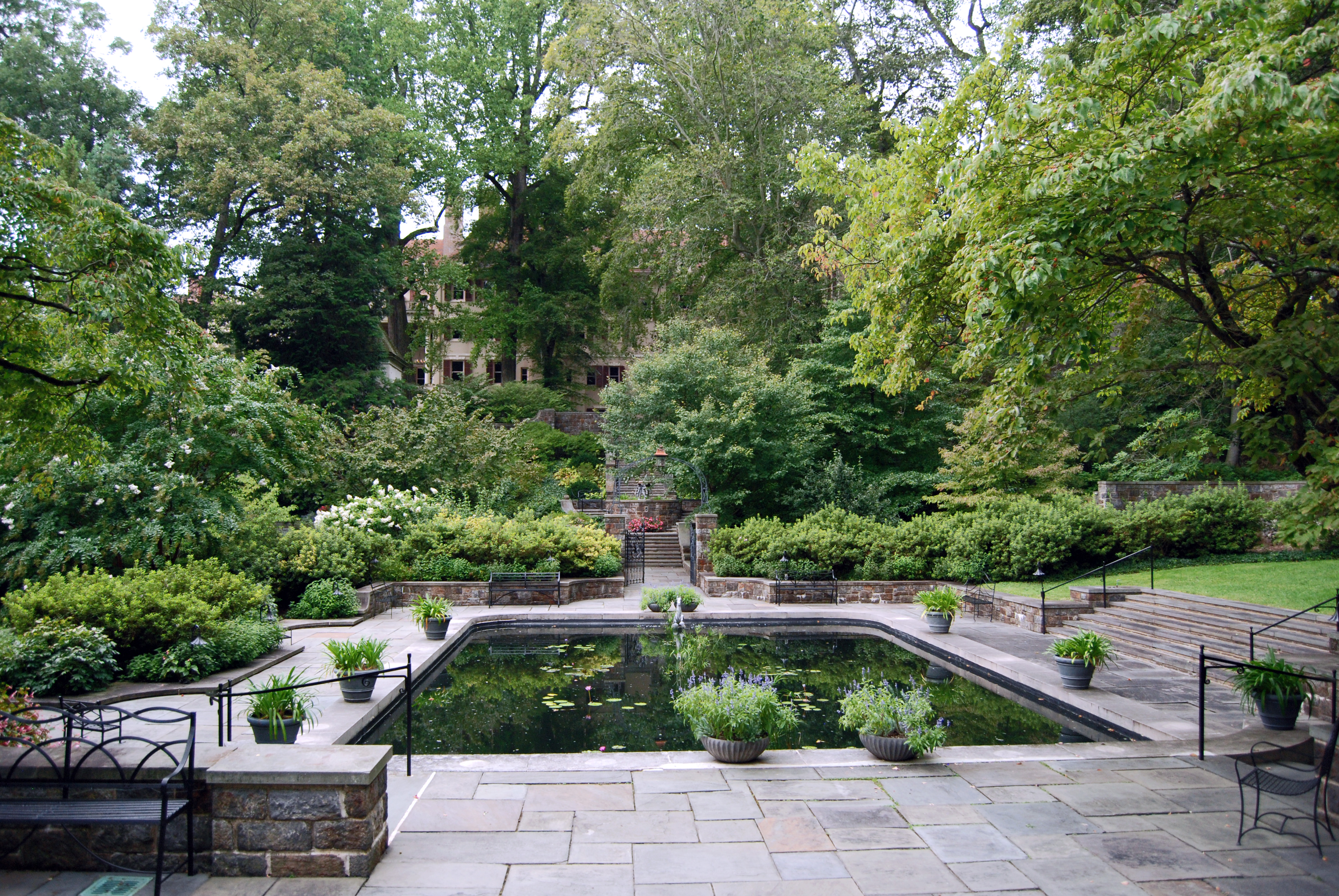
Der "Spiegelnde Pool" in Winterthur, entworfen für die Familie du Pont Familien-Swimmingpool mit einer großen Freitreppe von der östlichen Terrasse

Coffins Entwürfe zeichneten sich durch „dramatische Farbkontraste, die Einbeziehung von Wildblumen und Waldpflanzungen und die Einheit der Anlage durch effektive Übergänge“ aus. Sie war besonders für ihre Fähigkeit bekannt, funktionale Bereiche wie Tennisplätze und Putting-Greens mit Zierflächen effektiv zu integrieren. Ihre Bereitschaft zur Innovation machte sie zu einer besonders gefragten Designerin, die Auftraggeber wussten einen experimentelleren Zugang zur Landschaftsarchitektur zu schätzen. Sie setzte die 1918 von Elsa Rehmann vertretene Idee in die Tat um, dass ein Garten „Ausdruck einer ausgeprägten Individualität, ein Ausdruck der Persönlichkeit“ sein sollte. In den 1920er Jahren waren Rehmanns Ansichten in Mode gekommen, und Gärten wurden als Ausdrucksmittel für das eigene Selbst gesehen.
Viele von Coffins Ansätzen und Prinzipien können in ihrer bekanntesten Schöpfung, den Gärten von Harry und Ruth du Pont auf ihrem Winterthurer Anwesen, realisiert gesehen werden. Ihre Arbeit an diesen Gärten begann 1929 und wurde zum größten Auftrag ihrer Karriere. Der Zeitpunkt war für sie sehr günstig, denn der Wall Street Crash von 1929 löschte das Vermögen vieler ihrer Kunden aus und beendete die Ära der Aufträge für aufwändige Gärten auf großen Landgütern. Coffin hatte mehr Glück mit ihren Investitionen, und das enorme Vermögen der du Ponts schützte die Familie vor den schlimmsten Zeiten der Weltwirtschaftskrise, so dass die Arbeiten in Winterthur während des ganzen Abschwungs fortgesetzt werden konnten. Mit dem Geld aus ihren Investitionen und den Honoraren der du Ponts konnte Coffin trotz des allgemeinen wirtschaftlichen Niedergangs zwei Häuser, ein Dienstmädchen und einen Chauffeur unterhalten.
Die Depression bedeutete, dass es nur noch wenige große Aufträge gab. Für den Rest ihrer Karriere musste sich Coffin mit kleineren und weniger gut vergüteten Aufträgen für Vorstadtgärten begnügen. Sie begann zu schreiben und produzierte zwei Bücher, Trees and Shrubs for Landscape Effects (1940) und The Seeing Eye. Letzteres wurde fertiggestellt, aber nie veröffentlicht, und das Manuskript ging nach ihrem Tod verloren. Nach dem Zweiten Weltkrieg führte sie weitere Aufträge aus und arbeitete bis in die 1950er Jahre an Winterthur. Sie entwarf Entwürfe für den New York Botanical Garden in der Bronx und unternahm in den späten 1940er und frühen 1950er Jahren ausgedehnte Reisen nach Europa und Südamerika. 1946 wurde ihr die Ehrendoktorwürde der Literatur des Hobart and William Smith Colleges in Geneva, New York, verliehen. Am 2. Februar 1957 starb sie in ihrem Haus in New Haven. Vielleicht erfüllte sich Martha Brookes Hutchesons Vorhersage, dass eine Karriere für eine Frau ihrer Klasse „ehelicher Selbstmord“ wäre, denn Coffin war nie verheiratet und hatte keine Kinder. Ihre Papiere, Architekturpläne und Fotografien ihrer Gärten werden im Winterthur Museum and Country Estate aufbewahrt.